# (174758) 2003 VX2
(174758) 2003 VX2 là một tiểu hành tinh vành đai chính được phát hiện ngày 14 tháng 11 năm 2003 bởi James Whitney Young ở Đài thiên văn Núi bàn gần Wrightwood, California.